# Мати (река)
Ма́ти (Ма́тя, алб. Lumi i Matit) — река в северной Албании. Длина — 115 (104) км. Одна из наиболее крупных рек Албании. Площадь водосбора — 2441 км². Берёт исток близ коммуны Мартанеш. Пересекает с юго-запада на северо-восток округ Мати. До Клёси течёт по узким ущельям, далее выходит в широкую долину. Протекает мимо Буррели. У города Ульза находится плотина ГЭС Ульза (бывшая ГЭС им К. Маркса), которая образует озеро Ульза. У Шкопети находится плотина ГЭС Шкопети (бывшая ГЭС им Ф. Энгельса) мощностью 24 МВт, которая образует меньшее водохранилище. Принимает крупный правый приток Фани. Выходит на равнину между Милоти и Зеймени. Впадает в Дринский залив Адриатического моря близ Фуше-Куке между городами Лежа и Лячи. Ограничивает с севера бухту Родони. Среднемноголетний расход воды — 103 м³/с.
Количество взвешенных веществ в воде невелико (почти 2 млн т в год) по сравнению с другими реками страны. Воды Мати имеют низкую минерализацию, в среднем 222 мг/л, температура воды колеблется от 5,3 °C в январе до 19,9 °C в августе.

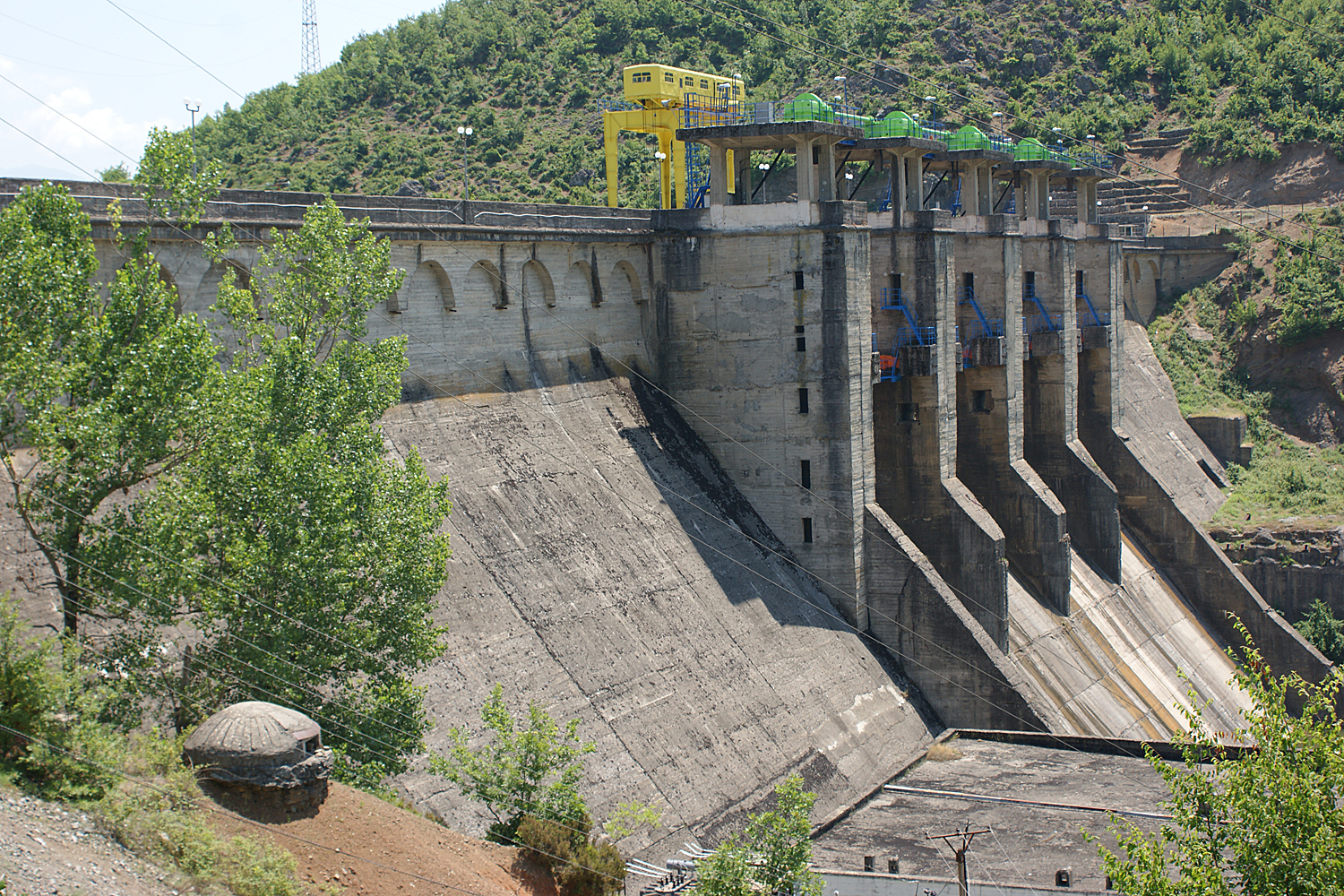
Плотина ГЭС Ульза

В долине реки Мати обнаружено наибольшее количество курганов, найденных в северном Эпире и Албании. В 1952—1960 гг. здесь было раскопано 35 курганов. Они имеют от 12 до 30 м в диаметре, высотой до 3 м, иногда окружены кольцом камней. Использовалось и предание земле, и кремация. Большинство найденных предметов относится к раннему железному веку. Найдено оружие среднеэлладского типа.